# Steve McKenna
Steve McKenna (* 21. August 1973 in Toronto, Ontario) ist ein ehemaliger kanadischer Eishockeyspieler und -trainer, der im Verlauf seiner aktiven Karriere zwischen 1993 und 2009 unter anderem 376 Spiele für die Los Angeles Kings, Minnesota Wild, Pittsburgh Penguins und New York Rangers in der National Hockey League (NHL) auf der Position des Verteidigers bestritten hat. Im Anschluss betreute McKenna, der den Spielertyp des Enforcers verkörperte, als Trainer unter anderem die australische Nationalmannschaft und den italienischen Klub HC Alleghe.

## Karriere
McKenna spielte als Jugendlicher zwischen 1990 und 1993 in den tiefklassigen kanadischen Juniorenligen, darunter auch die Saskatchewan Junior Hockey League (SJHL). Im Sommer 1993 wechselte er im Alter von 20 Jahren ans Merrimack College, für dessen Universitätsmannschaft er drei Jahre lang in der Hockey East, einer Liga im Spielbetrieb der National Collegiate Athletic Association (NCAA), aufs Eis ging. Nachdem sich der ungedraftete Verteidiger von Jahr zu Jahr hatte steigern können, wurde er im Mai 1996 – im Anschluss an die Collegesaison – als Free Agent von den Los Angeles Kings aus der National Hockey League (NHL) unter Vertrag genommen.
Gleich in seinem ersten Profijahr kam der Kanadier auf neun Einsätze für die Kings in der NHL, wurde aber hauptsächlich beim Farmteam Phoenix Roadrunners in der International Hockey League (IHL) eingesetzt. Zur folgenden Spielzeit erkämpfte er sich jedoch einen Stammplatz im NHL-Kader und kam so auf 62 Einsätze im Spieljahr 1997/98, in denen der Enforcer acht Scorerpunkte verbuchen konnte. Trotz der starken Saison wurde McKenna in den zwei Spielzeiten zwischen 1998 und 2000 nur noch 66-mal eingesetzt und fand sich zumeist als Reservist auf der Tribüne wieder. Daher blieb er auch im Vorfeld des NHL Expansion Draft 2000 ungeschützt und wurde von den neu gegründeten Minnesota Wild ausgewählt. Auch in Minnesota füllte McKenna des Öfteren die Reservistenrolle aus und wechselte nach nur 20 Spielen für die Wild im Januar 2001 im Tausch für Roman Šimíček zu den Pittsburgh Penguins. Dort wurde er in der Folge regelmäßiger eingesetzt, blieb dem Team aber aufgrund seines auslaufenden Vertrages nicht weiter treu, sondern unterzeichnete als Free Agent einen Einjahres-Kontrakt bei den New York Rangers. Für diese füllte er in der Saison 2001/02 in 54 Pflichtspielen wieder die Rolle des Enforcers aus, bevor er im Sommer 2002 – abermals als vertragsloser Spieler – für zwei Jahre zu den Penguins zurückkehrte. Bei seinem zweiten Engagement in Pittsburgh überzeugte McKenna im ersten Jahr vor allem durch seine Treffsicherheit, als er in 79 Begegnungen neun Tore erzielen und ein weiteres vorbereiten konnte. Dennoch bekam er in der Spielzeit 2003/04 weitaus weniger Einsätze. Die 49 Einsätze in diesem Spieljahr waren zugleich seine letzten in der NHL, in deren Historie er zu diesem Zeitpunkt nach dem Slowaken Zdeno Chára als der zweitgrößte Spieler aller Zeiten einging.
Bedingt durch den Lockout der NHL-Saison 2004/05 wechselte McKenna im Oktober 2004 nach Europa, wo er für die Nottingham Panthers in der britischen Elite Ice Hockey League (EIHL) spielte. Dabei konzentrierte er sich erstmals mehr auf das spielerische Element und verbuchte dadurch in 49 Spielen 21 Scorerpunkte und nur 26 Strafminuten. Im Mai 2005 verschlug es ihn schließlich nach Australien, wo er in der Australian Ice Hockey League (AIHL) für die Adelaide Avalanche auflief und mit 19 Punkten aus 19 Partien weiterhin zu überzeugen wusste. McKenna kehrte zur Saison 2005/06 dennoch nach Europa zurück und heuerte beim HC Alleghe aus der italienischen Serie A1 an. Auch dort war er nur eine Spielzeit aktiv, da er im Sommer 2006 in die Asia League Ice Hockey (ALIH) wechselte, um für den südkoreanischen Vertreter Kangwon Land zu spielen, die sich im Folgejahr in High1 umbenannte. Durch seine NHL-Erfahrung gehörte der Abwehrspieler, der als einer von nur sehr wenigen Eishockeyspielern auf fünf Kontinenten aktiv gespielt hat, zu den gefragtesten Spielern der im Entwicklungsstadium befindlichen Liga. Nach zwei Jahren bei den Südkoreanern nahm ihn im Sommer 2008 der Ligakonkurrent China Sharks unter Vertrag. Der Kooperationspartner der San Jose Sharks aus der NHL erhoffte sich durch die Verpflichtung des erfahrenen McKennas einen weiteren positiven Schritt bei ihrem Förderungsprojekt des chinesischen Eishockeysports, da er als spielender Assistenztrainer den dortigen Cheftrainer Derek Eisler unterstützen sollte.
Etwa zur selben Zeit, zu der er 2006 nach Südkorea gewechselt war, hatte McKenna mit dem Posten des Cheftrainers der australischen Nationalmannschaft bereits seinen ersten Trainerjob angenommen. Nach einem zweiten Platz bei der Weltmeisterschaft 2007 der Division II, als die Mannschaft knapp an der südkoreanischen Auswahl gescheitert war und den Aufstieg verpasst hatte, führte er die Mannschaft durch den Gewinn der Weltmeisterschaft 2008 der Division II in die Division I, aus der das Team jedoch umgehend wieder abstieg. Im Sommer 2009 unterschrieb er einen Einjahresvertrag als Trainer beim HC Alleghe aus der italienischen Serie A1, spielte zu Beginn der Saison 2009/10 aber auch noch kurzzeitig für den russischen Zweitligisten ZSK WWS Samara. Schließlich dauerte das Engagement als Trainer in Alleghe bis zum Sommer 2012 an, ehe er auf den Posten des General Managers wechselte, den er Mitte Dezember 2012 jedoch aufgab.

## Erfolge und Auszeichnungen
- 2008 Aufstieg in die Division I bei der Weltmeisterschaft der Division II (als Cheftrainer)

## Karrierestatistik
(Legende zur Spielerstatistik: Sp oder GP = absolvierte Spiele; T oder G = erzielte Tore; V oder A = erzielte Assists; Pkt oder Pts = erzielte Scorerpunkte; SM oder PIM = erhaltene Strafminuten; +/− = Plus/Minus-Bilanz; PP = erzielte Überzahltore; SH = erzielte Unterzahltore; GW = erzielte Siegtore; 1 Play-downs/Relegation; Kursiv: Statistik nicht vollständig)